# Olympische Zwischenspiele 1906/Tauziehen
| Tauziehen bei den Olympischen Zwischenspielen | Tauziehen bei den Olympischen Zwischenspielen |
| Olympische Ringe · Tauziehen                  | Olympische Ringe · Tauziehen                  |
| Informationen                                 | Informationen                                 |
| --------------------------------------------- | --------------------------------------------- |
| Teilnehmer:                                   | 32 Athleten                                   |
| Datum:                                        | 30. April 1906                                |
| Wettkampfort:                                 | Athen                                         |
| Entscheidung:                                 | 1                                             |
| Olympische Ringe                              | Tauziehen                                     |

| Olympische Zwischenspiele 1906 (Medaillenspiegel Tauziehen) | Olympische Zwischenspiele 1906 (Medaillenspiegel Tauziehen) | Olympische Zwischenspiele 1906 (Medaillenspiegel Tauziehen) | Olympische Zwischenspiele 1906 (Medaillenspiegel Tauziehen) | Olympische Zwischenspiele 1906 (Medaillenspiegel Tauziehen) | Olympische Zwischenspiele 1906 (Medaillenspiegel Tauziehen) |
| Platz                                                       | Mannschaft                                                  | Goldmedaillen                                               | Silbermedaillen                                             | Bronzemedaillen                                             | Total                                                       |
| ----------------------------------------------------------- | ----------------------------------------------------------- | ----------------------------------------------------------- | ----------------------------------------------------------- | ----------------------------------------------------------- | ----------------------------------------------------------- |
| 01                                                          | Deutsches Reich                                             | 1                                                           | —                                                           | —                                                           | 1                                                           |
| 02                                                          | Griechenland                                                | —                                                           | 1                                                           | —                                                           | 1                                                           |
| 03                                                          | Schweden                                                    | —                                                           | —                                                           | 1                                                           | 1                                                           |

Bei den Olympischen Zwischenspielen 1906 in Athen wurde ein Wettbewerb im Tauziehen ausgetragen. Das Tauziehen war gemäß dem offiziellen Programm eingebettet in die übergeordnete Sportart Athletik, in der auch Steinstoßen und Tauhangeln, sowie die heutigen Sportarten Leichtathletik, Gewichtheben und Ringen vereint waren.

## Ergebnis
| Platz | Land | Athlet |
| ----- | ---- | --- |
| 1     | GER  | Karl Kaltenbach, Joseph Krämer, Heinrich Rondi, Willy Dörr, Wilhelm Ritzenhoff, Julius Wagner, Heinrich Schneidereit, Wilhelm Born                      |
| 2     | GRE  | Spyros Lazaros, Antonios Tsitas, Spyros Vellas, Vasilios Psachos, Konstantinos Lazaros, Georgios Papachristou, Panagiotis Trivoulidis, Georgios Psachos |
| 3     | SWE  | Anton Gustafsson, Ture Wersäll, Erik Granfelt, Eric Lemming, Carl Svensson, Axel Norling, Oswald Holmberg, Gustaf Grönberger                            |
| 4     | AUT  | Rudolf Arnold, Henri Baur, Karl Höltl, Leopold Lahner, Rudolf Lindmayer, Franz Solar, Josef Steinbach, Josef Wittmann                                   |

## Wettkampfverlauf
Der Wettkampf im Tauziehen fand am 30. April 1906 statt. In der Vorrunde siegte Deutschland gegen Österreich und Griechenland bezwang Schweden. Anschließend gewann Schweden den Kampf um Platz 3 gegen Österreich, Deutschland siegte im Finale gegen die Griechen.
Die deutsche Riege bestand aus 3 Leichtathleten, zwei Turnern, zwei Gewichthebern und einem Ringer.